# Szicíliai arab nyelv
A szicíliai arab nyelv, más néven szikuló-arab nyelv a maghrebi arab Szicílián beszélt változata volt, amit a 14. századig beszéltek a szigeten. Mai leszármazottja a máltai nyelv. A nyelv 9. és a 11. század között aktív volt, mivel Szicíliában önálló arab emirség létezett, ennek bukása után a szicíliai arab is lassú hanyatlásnak indult.

## Története
A szicíliai arabról kevés feljegyzés maradt. A 7. és 8. század között a szigetet a tuniszi arabok gyakran megtámadták és fokozatosan okkupálták. 902-ben esett el az utolsó még keresztény (bizánci) kézben levő erőd Taormina. A szigetre sok arab vándorolt be, de megmaradt a görög, újlatin és normann lakosság is. A Szicíliai Emirségben arabok és helyiek nyelvét ugyanúgy használták, ezek a nyelvek kölcsönösen hatottak is egymásra.
A szicíliai arab nyelv az észak-afrikai arab nyelvjárásokból alakult ki, de csak beszélt nyelv volt, habár egy-egy dokumentumot írtak, esetleg írhattak szicíliai arabul is.
A normannok Szicília visszaszerzése után is használtak olykor-olykor arab nyelvet, mert a térségben maradt jelentékeny számban arab lakosság, amely sokáig ragaszkodott iszlám hitéhez, keresztény hitre térítésük és asszimilációjuk nem volt gyors.

## A szicíliai arab öröksége és a máltai nyelv
A Málta szigetén beszélt arab a kezdetekkor még tulajdonképpen a szicíliai arab egy nyelvjárása volt. Míg Szicíliában az arabok maradéka beolvadt, Máltán a keresztény hitre tért arabok nyelvüket megőrizték (főként a falvak lakosai), amely így teljesen külön nyelvvé vált és a 19. században az irodalmi nyelv státuszába is belépett (lásd: Arabok Máltán).
A szicíliai arab otthagyta nyomát a szicíliai nyelvben, hatással van még a nápolyi nyelvre és calabriaira is.
Összehasonlítás a máltai és szicíliai arabnak:
| Máltai   | Szicíliai arab | Magyar    |
| -------- | -------------- | --------- |
| Bebbuxu  | Babbaluciu     | Csiga     |
| Ġiebja   | Gebbia         | Ciszterna |
| Ġunġlien | Giuggiulena    | Szezámmag |
| Saqqajja | Saia           | Csatorna  |
| Kenur    | Tanura         | Kemence   |
| Żaffran  | Zaffarana      | Sáfrány   |
| Zahar    | Zagara         | Virág     |
| Żbib     | Zibbibbu       | Mazsola   |
| Zokk     | Zuccu          | Fatörzs   |